# (8709) Kadlu
(8709) Kadlu est un astéroïde Amor découvert le 14 mai 1994 par Carolyn S. Shoemaker et Eugene M. Shoemaker à l'observatoire Palomar.
Il est nommé d'après la déesse Kadlu de la mythologie inuit.